# Gøgen og rørsangeren
Gøgen og rørsangeren er en dansk naturfilm fra 1984 instrueret af Leo Novrup og Poul Erik Andersen.

## Handling
Et nærbillede af det forunderlige og dramatiske forhold mellem rørsangeren og gøgen. Filmen skildrer, hvordan den ubudne gæst, gøgen, smider et par æg ud af rørsangerreden for at placere sit eget. Og hvordan gøgeungen besvarer gæstfriheden hos plejeforældrene med at fortsætte udkastningen fra reden, fordi den i sine første levedage er kilden.